# The Destruction of Small Ideas
The Destruction of Small Ideas è il terzo album studio dei 65daysofstatic.

## Il disco
L'album è stato pubblicato il 30 aprile 2007 nella Gran Bretagna, il 1º maggio 2007 negli Stati Uniti con Monotreme, e il 23 aprile 2007 in Giappone con Zankyo.
Don't Go Down to Sorrow è stato il primo singolo estratto dall'album, commercializzato nella Gran Bretagna il 9 aprile 2007, negli Stati Uniti il 17 aprile 2007 e in Giappone il 23 marzo 2007

## Tracce
1. When We Were Younger & Better – 6:54
2. A Failsafe – 4:28
3. Don't Go Down to Sorrow – 6:55
4. Wax Futures – 4:03
5. These Things You Can't Unlearn – 6:27
6. Lyonesse – 3:26
7. Music Is Music as Devices Are Kisses Is Everything – 5:20
8. The Distant & Mechanised Glow of Eastern European Dance Parties – 3:33
9. Little Victories – 5:14
10. Primer – 4:51
11. White Peak/Dark Peak – 3:57
12. The Conspiracy of Seeds (con Circle Takes the Square) – 7:08